# Norra Ljunga landskommun
Norra Ljunga landskommun var en tidigare kommun i Jönköpings län.

## Administrativ historik
När 1862 års kommunalförordningar trädde i kraft den 1 januari 1863 inrättades i Norra Ljunga socken i Västra härad i Småland denna kommun.
År 29 september 1882 inrättades ett kommungränsöverskridande municipalsamhälle kallat Sävsjö municipalsamhälle inom kommunen och i angränsande Vallsjö landskommun.
År 1947 lades kommunen samman med Vallsjö för att bilda Sävsjö stad, en av de sista stadsnybildningarna i landet. 
Området ingår sedan 1971 i Sävsjö kommun.